# 穆西伊夫卡 (霍羅爾區)
49°47′48″N 32°56′50″E / 49.79667°N 32.94722°E
穆西伊夫卡（烏克蘭語：Мусіївка），是烏克蘭中部的村莊，隸屬波爾塔瓦州的盧布尼區。該村距離什基利和拉濟基0.5公里，海拔高度88米，2001年人口473。